# Stomatosuchus
Stomatosuchus inermis
Genre
Espèce
Stomatosuchus (« crocodile à bouche sans armes ») est un genre éteint de très grands crocodiles de la famille des stomatosuchidés ayant vécu au début du Crétacé supérieur (Cénomanien) en Égypte, soit il y a environ entre 100,5 et 93,9 millions d'années.
Une seule espèce est rattachée au genre : Stomatosuchus inermis, décrite par Stromer en 1925.

## Historique
Le seul fossile connu est un grand crâne qui a été recueilli par le paléontologue allemand Ernst Stromer lors d'une expédition en Égypte. Celui-ci a été détruit lors du bombardement du musée de Munich par les alliés en 1944.

## Description

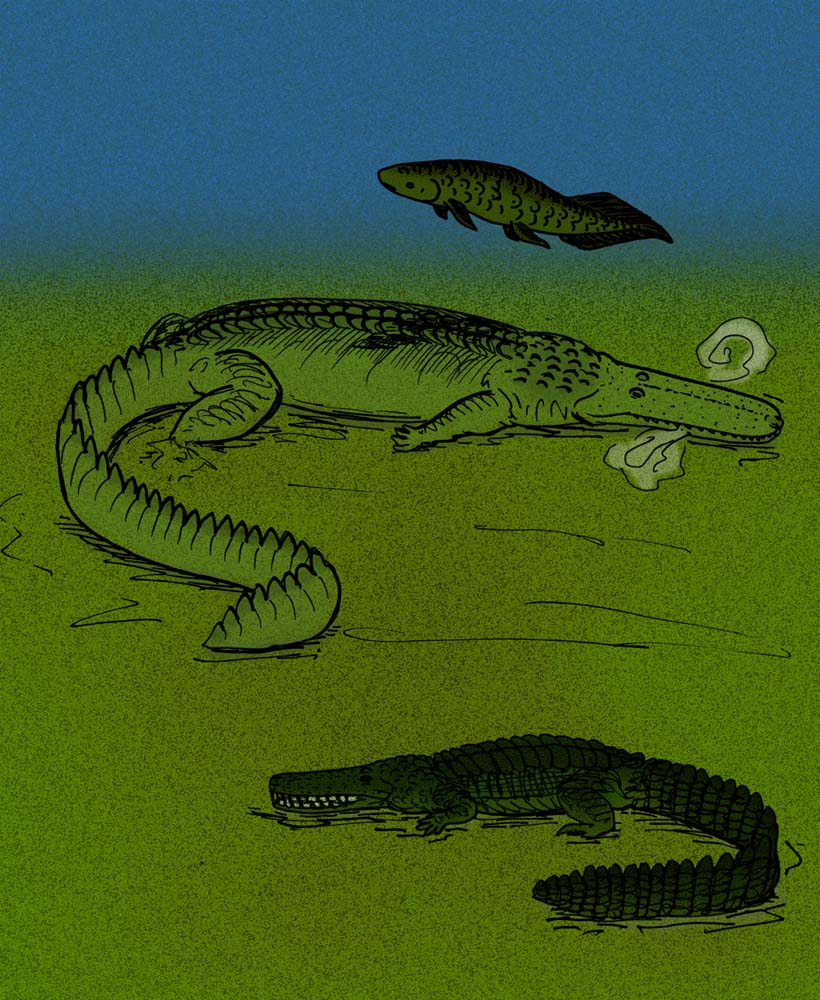
Dessin de comparaison avec, de haut en bas : un poisson dipneuste géant Retodus tuberculatus, et deux crocodiles stomatosuchidés Stomatosuchus inermis et Laganosuchus thaumatos, au fond d'un lac ou d'une rivière en Afrique du nord au cours du Cénomanien.

Malgré sa taille gigantesque de 10 mètres de long, Stomatosuchus inermis n'avait rien d'un monstre. Son crâne aplati se terminait par un long rostre plat en forme de couvercle et, comme son nom l'indique (le latin inermis signifiant « sans arme »), sa mâchoire supérieure n'était pourvue que de petites dents coniques tandis que sa mandibule n'aurait pas porté de dents mais seulement une poche de gorge semblable à celle des pélicans.

## Paléobiologie
Contrairement à la plupart des autres Crocodyliformes, il est difficile de déterminer exactement le régime alimentaire de S. inermis. Il est vraisemblable qu'il mangeait des poissons, peut-être en attendant qu'un poisson passe à proximité pour aspirer l'eau avec ses muscles de la gorge et ainsi l'avaler, les dents de sa mâchoire supérieure empêchant les poissons de ressortir lorsqu'il évacuait l'eau avalée.

### Galerie

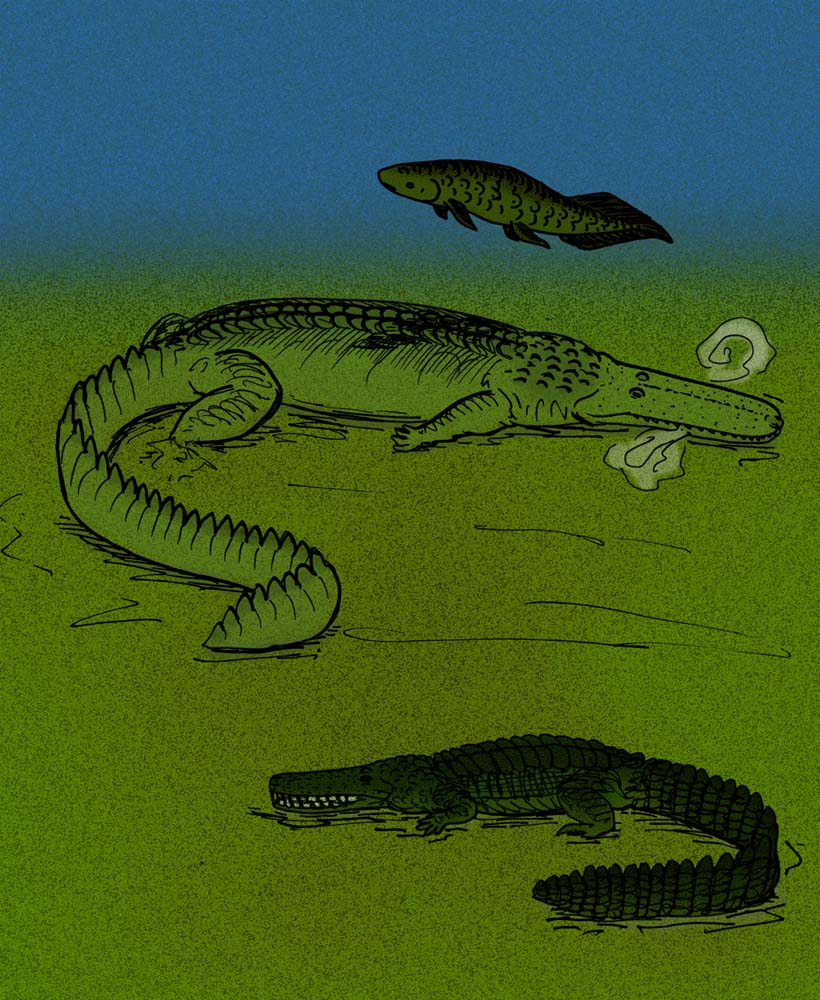
Comparaison entre Stomatosuchus (centre), Retodus (en haut) et Laganosuchus (en bas)
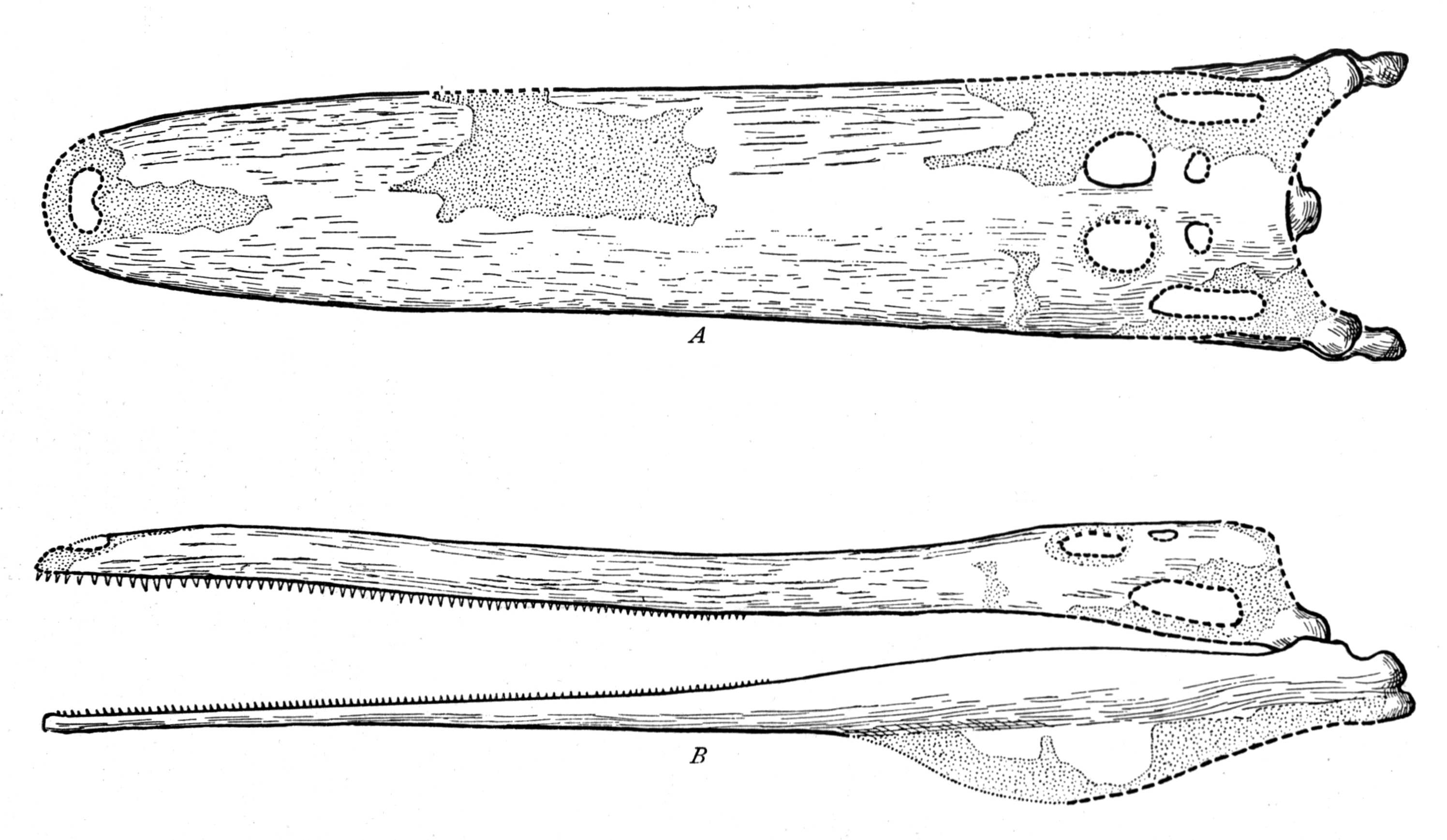
Crâne vu sous deux angles
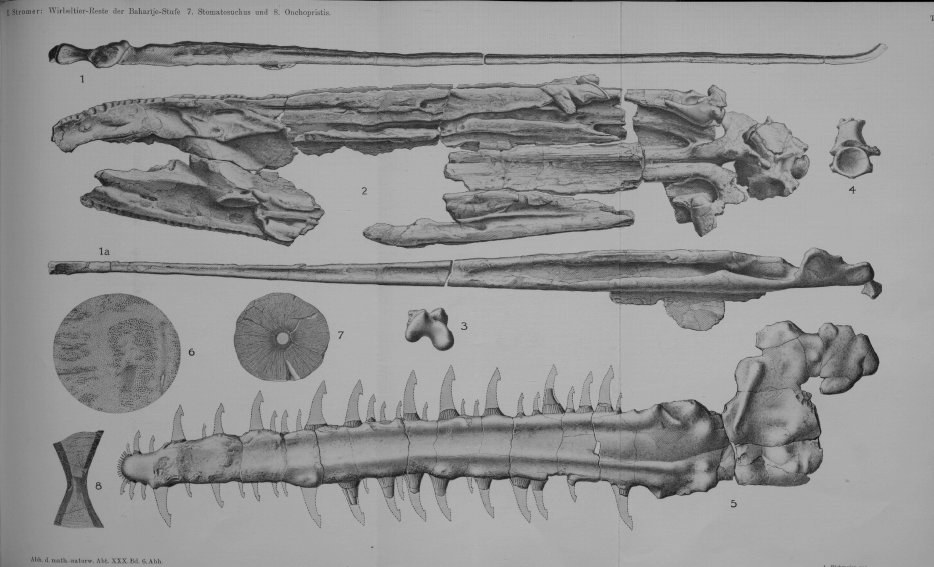
Crâne holotype de Stomatosuchus